# Imperi Romà d'Orient sota la dinastia dels Comnens
La història de l'Imperi Romà d'Orient sota la dinastia dels Comnens cobreix un període de 104 anys, des del 1081 fins al 1185. L'era dels Comnens abasta els regnats de cinc emperadors: Aleix I, Joan II, Manuel I, Aleix II i Andrònic I. Fou un període de recuperació constant, tot i que finalment incompleta, de la puixança militar, territorial, econòmica i política de l'imperi.
A més a més de tenir un paper clau en la història de les Croades a Terra Santa, l'imperi exercí una grandíssima influència cultural i política sobre Europa, l'Orient Pròxim i la conca del Mediterrani. Els emperadors Comnens, especialment Joan i Manuel, tingueren un gran ascendent sobre els estats croats d'Ultramar, mentre que Aleix I fou un dels protagonistes de la Primera Croada, de la qual fou un dels impulsors.
El contacte entre Constantinoble i l'Occident cristià «llatí», incloent-hi els estats croats, assolí el seu apogeu durant aquest període. Un gran nombre de comerciants venecians i d'altres parts d'Itàlia s'establiren a l'imperi (incloent-hi entre 60.000 i 80.000 «llatins» a Constantinoble). La seva presència, juntament amb la dels nombrosos mercenaris llatins, contractats especialment per Manuel, contribuïren a la difusió de la tecnologia, les arts, la literatura i la cultura romanes d'Orient arreu de l'Occident catòlic. L'impacte cultural de l'art romà d'Orient sobre l'Occident durant aquest temps fou enorme i molt durador.
Els Comnens també tingueren un paper important en la història d'Anatòlia, car la seva reconquesta de gran part de la península endarrerí més de dos segles l'avenç dels turcs. Els territoris recuperats serien el germen dels estats successors de l'Imperi Romà d'Orient després de la Quarta Croada: Nicea, l'Epir i Trebisonda. Els seus grans projectes de fortificació d'Anatòlia deixaren una profunda empremta en els paisatges de la península que encara es pot veure avui en dia.

## Crisi i fragmentació
L'era dels Comnens seguí un període de grans dificultats i conflictes en el si de l'Imperi Romà d'Orient. Després de dos segles d'èxit relatiu i expansió sota la dinastia macedònia (ca. 867 – ca. 1054), l'imperi se sumí en dècades d'estancament i declivi que ja havien culminat en una profunda deterioració de la seva situació militar, territorial, econòmica i política quan Aleix I Comnè ascendí al tron el 1081.
En part, els problemes de l'imperi eren deguts a la influència creixent de l'aristocràcia, que afeblia la seva capacitat militar pel seu impacte negatiu en el sistema de temes que entrenava i administrava els exèrcits de l'imperi. Quan el soldat-emperador Basili II morí el 1025 després d'un regnat força reeixit, fou succeït per una llarga sèrie de governants febles que dissolgueren els grans exèrcits que fins aleshores havien defensat les províncies orientals. Per compensar-ho, acumularen or a Constantinoble, suposadament per contractar mercenaris en cas de necessitat, però a la pràctica la majoria dels diners es gastaven en obsequis per als favorits de l'emperador, la celebració de banquets fora de tota mesura a la cort i articles de luxe per a la família imperial.
Mentrestant, el poc que quedava de les forces armades, antany tan formidables, es descompongué fins a perdre tota credibilitat com a exèrcit. Homes d'edat avançada amb material en mal estat compartien files amb nois acabats de reclutar que mai abans no havien participat en exercicis militars.

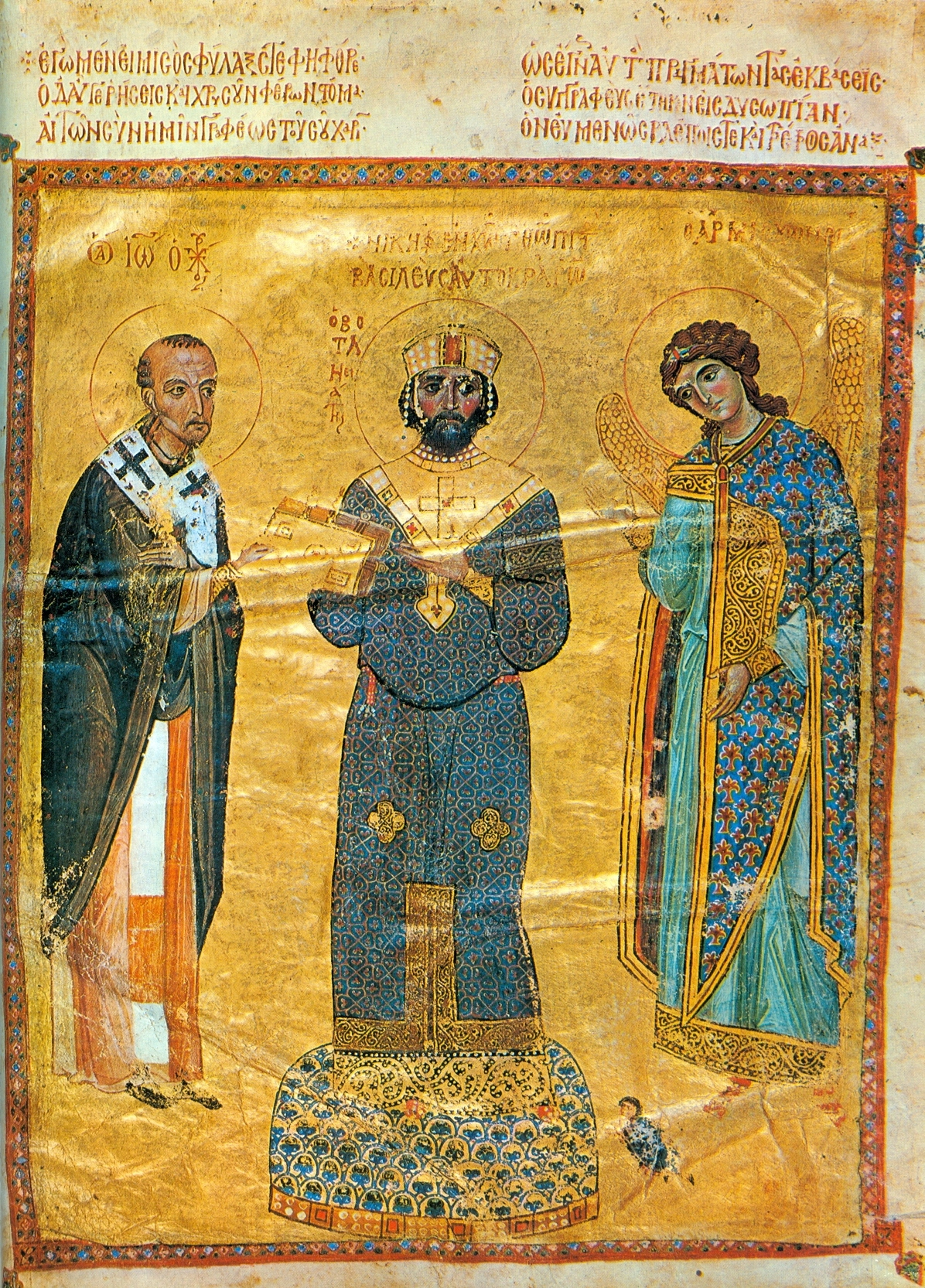
Nicèfor III Botaniates, emperador romà des del 1078 fins al 1081

L'arribada simultània de nous enemics agressius (normands a les fronteres occidentals i turcs a les orientals) fou un altre factor que contribuí a la crisi. El 1040, els normands, originalment mercenaris sense terra del nord d'Europa a la cerca de botí, començaren a atacar les possessions romanes al sud d'Itàlia. La resposta de l'imperi fou enviar-hi una força mixta de mercenaris i reclutes sota el comandament del formidable Jordi Maniaces el 1042. Maniaces dugué a terme una campanya brutalment eficaç al capdavant de l'exèrcit, però fou cridat a Constantinoble abans de poder rematar la feina. Indignat pels ultratges que havia comès un dels seus rivals contra la seva muller i les seves propietats, fou proclamat emperador per les seves tropes. En un primer moment, els rebels travessaren l'Adriàtic i derrotaren un exèrcit legitimista, però Maniaces fou ferit de mort en un altre enfrontament poc després. Així doncs, l'esvaïment de tota oposició als Balcans permeté que els normands expulsessin els romans definitivament d'Itàlia el 1071.